# Stelis thecoglossa
Stelis thecoglossa är en orkidéart som beskrevs av Heinrich Gustav Reichenbach. Stelis thecoglossa ingår i släktet Stelis och familjen orkidéer. Inga underarter finns listade i Catalogue of Life.